# Anarquismo na Itália
O anarquismo italiano como um movimento começou principalmente da influência de Mikhail Bakunin, Giuseppe Fanelli e Errico Malatesta. A partir daí, se expandiu para incluir os ilegalistas, um ramo do anarquismo individualista, e o anarco-sindicalismo. Este movimento participou do biennio rosso e sobreviveu ao fascismo. A sintesista Federazione Anarchica Italiana surgiu após a Segunda Guerra Mundial, e juntamente com as antigas facções plataformistas e do anarquismo insurrecionário continuam até hoje.

## História
Os primeiros sinais do anarquismo na Itália surgiram em 1850 e 1860. Os anarquistas emergiram do movimento republicano e nacionalista dominante em um período que foi dirigido por figuras históricas importantes Giuseppe Garibaldi e Giuseppe Mazzini. Nesta fase inicial, as ideias de Proudhon foram as mais influentes, mas depois Bakunin e outros russos tiveram um forte efeito sobre o movimento. Os primeiros anarquistas italianos representariam o país no Irmandade Internacional de Bakunin fundada em meados da década de 1860. Eram Giuseppe Fanelli, cuja principal contribuição para o avanço do anarquismo foi o seu envolvimento na revolução espanhola, e Carlo Gambuzzi.
Em 1869, a seção italiana da Irmandade Internacional foi dissolvida e passou a fazer parte da Associação Internacional dos Trabalhadores. A partir deste momento, o movimento italiano inflou. No início da década de 1870, novos anarquistas surgiram: Carlo Cafiero, Andrea Costa, e Errico Malatesta. De acordo com a ênfase no movimento italiano em "propaganda pela ação" (propaganda dei fatti), Costa e Malatesta estabeleceram em 1874 o uso da revolta como um meio de derrubar o Estado. Embora essa tentativa falhou, a estratégia permaneceu uma parte central do repertório dos anarquistas italianos e, na verdade, durante a década de 1880 a sua influência pode ser vista em outras partes da Europa, especialmente França e Espanha.
Depois de várias revoltas fracassadas e alguns atos de terror cometidos por várias pessoas, o movimento foi reprimido e Cafiero e Malatesta foram para o exílio. Cafiero e Costa cederam-se sobre a insurgência e se viraram para a social-democracia que refletia uma mudança fundamental e global do movimento operário italiano. Malatesta permaneceu ativo na Internacional, bem como no movimento italiano, embora não tão proeminente quanto antes. Os congressos nacionais do movimento anarquista continuaram a ocorrer, mas sem organização contínua. No entanto, apesar de o socialismo ser a ideologia dominante, a presença de ideias anarquistas foi ainda sentida na cultura da classe trabalhadora.
Em 1906, o Confederazione Generale di Lavoro (CGL) foi formada para centralizar e controlar as câmaras de trabalho. Seis anos depois, em 1912, a Unione Italiana Sindacale (USI) rompeu defendendo o sindicalismo de inspiração anarquista. Em 1919, foi bastante considerável, embora dispersas por várias regiões. Apesar das tentativas de controle dos trabalhadores e de auto-governo na Primeira Guerra Mundial, a CGL mais reformista impediu a USI de nunca realmente consolidar sua força. No início dos anos 1920, o fascismo surgiu e viu-se a queda do anarquismo. Os anarquistas não poderiam reunir uma defesa suficiente em resposta a tomada de poder do fascismo.
Depois disso, o anarquismo não reapareceu em forma significativa até muito depois da Segunda Guerra Mundial. Na década de 1970, estudantes e alguns da classe média começaram a assumir as suas ideias na Itália mais uma vez. Em 1983, a USI voltou demonstrando que as ideias anarquistas há muito adormecida ainda tinham um lugar na sociedade italiana.